# Unión del Pueblo Alsaciano
Unión del Pueblo Alsaciano (UPA, en francés, Union du peuple alsacien; en alsaciano, Elsässische Volksunion) es un partido político francés cuyo ámbito de actuación es la región de Alsacia, formado en 1988. Forma parte de la Federación de Regiones y Pueblos Solidarios que agrupa a distintos partidos regionalistas y nacionalistas de Francia. También es miembro de la Alianza Libre Europea.
El partido se declara autonomista, entendiendo por ello la defensa de un estatuto particular para Alsacia dentro de la República Francesa. El partido rechaza situarse en el esquema clásico derecha-izquierda. 
Su origen se sitúa en la primavera de 1988, a partir de la confluencia de miembros de movimientos lingüísticos como el Círculo René Schickele y de federalistas y autonomistas provenientes del colectivo Rot un Wiss. Los primeros comicios a los que concurrió fueron las elecciones regionales de marzo de 1992. Desde entonces ha concurrido a las distintas citas electorales, siempre con resultados minoritarios. En las municipales de 2008, Marcel Schmitt, miembro de la UPA fue elegido alcalde de Schweighouse-sur-Moder, en el departamento del Bajo Rin.
El partido fue disuelto en 2009 para ser fusionado con el Fer's Elsass, dando creación al partido Nuestra tierra (Unser Land).